# Photomath
Photomath — мобильное приложение, описанное как камера-калькулятор, использующее камеру телефона для распознания математических уравнений и отображения пошагового решения на экране. Приложение бесплатно доступно на Android и iOS. Photomath создан компанией Microblink, которая специализируется на оптическом распознавании символов. Релиз состоялся в октябре 2014 года. Компания находится в Загребе, Хорватия, офис зарегистрирован в Лондоне, Великобритания.
С 2016 года, помимо распознавания печатного текста, приложение также может распознавать рукописный текст. Покупка приложения Google рассматривалась в мае 2022 года. В марте 2023 году компания Photomath была куплена компанией Google.
Photomath был включен в список 20 лучших обучающих приложений, где занял 3 место.
Приложение скачали более 100 миллионов пользователей в Google Play.